# بازاليا
بازالييا (بالأوكرانية: Базалія) هي مدينة في مقاطعة كميلنيتسكا في أوكرانيا. ويبلغ عدد سكانها حوالي 1,999 نسمة.